# Малинди
Малинди је приобални град у Кенији, 120 km од Момбасе. Има 68.311 становника (2005). Туризам је најважнија привредна активност у Малиндију, а посебно је популаран за италијанске туристе. Малинди је био насеље од Свахилија и борио се са Момбасом за доминацију у источној Африци. Португалци су успоставили у Малиндију трговачко седиште, тј. као место за одмарање на путу за Индију.

## Партнерски градови
- Taicang